# Costa Rica-guave
De Costa Rica-guave (Psidium friedrichsthalianum) of cas is een plant uit de mirtefamilie (Myrtaceae).
Het is een groenblijvende, tot 15 m hoge boom met een roodbruine stam met grijze vlekken en een sterk vertakte, dichte kroon. De plant heeft vierkantige, fijn behaarde, roodachtige takken. De tegenoverstaande, 5-12 × 2,5-5 cm grote bladeren zijn elliptisch of ovaal, stomp toegespitst, gaafrandig, klierachtig gestippeld, leerachtig, van boven glanzend donkergroen en aan de onderkant lichter groen en dof. De 2,5 cm brede bloeme staan solitair in de bladoksels. Ze bestaan uit vijf witte, wasachtige, circa 1 cm lange kroonbladeren en circa driehonderd tot 1,5 cm lange meeldraden.
De vrucht is rond of ovaal en 3-6 cm lang. Aan het uiteinde blijven twee tot vijf samengebogen kelkbladeren behouden. De schil is glad, stevig, dun en rijp groen of geel van kleur met vaak bruine vlekken. Het vruchtvlees is rijp wittig tot oranje-achtig en smaakt zeer zuur en aromatisch. De vrucht bevat talrijke, circa 0,5 cm lange zaden.
De vrucht is vanwege zijn zure smaak alleen vers te eten na de toevoeging van suiker. Uit het sap van de rijpe vruchten wordt met water en suiker een vitamine C-rijke frisdrank gemaakt, die vooral in Costa Rica veel wordt verkocht. Ook wordt de vrucht verwerkt in compote, marmelade, jam en taartvulling.
De Costa Rica-guave komt van nature voor van Nicaragua tot Panama. Het is een van de belangrijkste fruitbomen van Costa Rica. De soort wordt tot op 1500 m hoogte gekweekt van Mexico tot in Ecuador en tevens op de Filipijnen.